# جک فلاناگان (بازیکن فوتبال)
جک فلاناگان (انگلیسی: Jack Flanagan؛ ۳ فوریه ۱۹۰۲ – ۴ مهٔ ۱۹۸۹) بازیکن فوتبال اهل بریتانیا بود.
از باشگاه‌هایی که در آن بازی کرده‌است می‌توان به باشگاه فوتبال ترانمره راورز، باشگاه فوتبال بارو، باشگاه فوتبال چورلی، باشگاه فوتبال بارسکو، باشگاه فوتبال استالی‌بریج سلتیک، باشگاه فوتبال منچستر یونایتد، و باشگاه فوتبال لانکستر اشاره کرد.